# Edmund Gruber
Edmund  Leo Gruber (* 5. September 1936 in München; † 8. November 1996 ebenda) war ein deutscher Fernsehjournalist und Rundfunk-Intendant.

## Leben
Edmund Gruber wurde am 5. September 1936 als Sohn von Maria Gruber, geborener Neumeier, und des Kaufmanns Leo Gruber in München geboren. Er studierte von 1956 bis 1960 Volkswirtschaft in München. Ab 1956 war er auch Redakteur und Lokalreporter bei der Süddeutschen Zeitung. Dort blieb er bis 1963.
Ab 1963 arbeitete Gruber als Redakteur beim Bayerischen Fernsehen. Zunächst war er beim Ressort Politik und Zeitgeschehen und dann bis 1966 Mitglied der BR-Redaktion Report. 1966 bis 1967 war Gruber Redakteur für Innen- und Außenpolitik beim ZDF.
1967 bis 1973 war Gruber Nahost-Korrespondent der ARD in Tel Aviv. Dort war er zuständig für die Länder Israel, Griechenland, Türkei, Iran und Zypern. Durch die Berichterstattung über den Sechstagekrieg wurde er bekannt. Von 1973 bis 1978 war er ARD-Korrespondent in London und von März 1978 bis 1981 ZDF-Korrespondent in Washington.
Ab Juli 1981 war er Mitglied der Chefredaktion von ARD-aktuell (zuständig für Tagesschau, Tagesthemen und Wochenspiegel).
Gruber war als Journalist sehr umstritten; ihm wurde tendenziöse Berichterstattung zugunsten konservativer Positionen vorgeworfen. 1981 gab es einen Skandal, als sich am 18. August 1981 27 Fernsehjournalisten von ARD-aktuell in einem Brief an den Intendanten des NDR, Friedrich Wilhelm Räuker, beschwerten, Gruber würde „innere Zensur“ ausüben. Gruber wies die Vorwürfe zurück und sprach von „verantwortungslosem Tendenzjournalismus“ der Redakteurgruppe.
Ab dem 1. April 1988 war Gruber Intendant des Deutschlandfunk (DLF). Am 29. September 1992 wurde er vom Rundfunkrat des DLF mit 21 von 22 Stimmen abgewählt. Mitglieder des Rundfunkrates hatten ihm zuvor einen autoritären Führungsstil und finanzielle Unkorrektheit vorgeworfen.
Gruber war katholisch, ab 1960 mit Marille Gruber verheiratet und hatte zwei Kinder (Gregor und Barbara). Er starb am 8. November 1996 in seiner Geburtsstadt München, wo er auch später lebte, im Alter von 60 Jahren an Krebs.